# Heslaine Vieira
Heslaine Braz Vieira (Ipatinga, 15 de junho de 1995) é uma atriz brasileira, mais conhecida por interpretar uma das cinco protagonistas de Malhação: Viva a Diferença e As Five como Ellen Rodrigues.

## Carreira
Mineira de Ipatinga e irmã do ator Land Vieira, começou sua carreira em 2006 no seriado Filhos do Carnaval da HBO. Esteve presente no seriado Pedro e Bianca, onde foi a protagonista Bianca. Heslaine foi uma das protagonistas de Malhação: Viva a Diferença, vigésima quinta temporada da série e voltou a interpretar personagem Ellen na série As Five, estreada entre 2020 e 2023 pelo GloboPlay. No cinema a atriz se destacou com alguns filmes, como Meus 15 Anos,A Busca, L.O.C.A. e aa trilogia Nosso Tudo Bem . Heslaine esteve presente no elenco de Nos Tempos do Imperador, em 2021, onde interpretou sua primeira vilã, Zayla Maquemba.

## Filmografia

### Televisão
| Ano       | Título                     | Personagem           | Notas                                     |
| --------- | -------------------------- | -------------------- | ----------------------------------------- |
| 2006      | Filhos do Carnaval         | Lia                  | Episódios: "Gato, o Bicho das Sete Vidas" |
| 2012–2014 | Pedro & Bianca             | Bianca Soares Araújo |                                           |
| 2014      | Dupla Identidade           | Amiga de Mila        | Episódio: "3 de outubro"                  |
| 2016      | Mister Brau                | Menina na palestra   | Episódio: "17 de maio"                    |
| 2017–2018 | Malhação: Viva a Diferença | Ellen Rodrigues      | Temporada 25                              |
| 2018      | Carcereiros                | Jussara Rocha        | Episódio: "Medicina Legal"                |
| 2020      | Sob Pressão: Plantão Covid | Daiane               | Episódio: "6 de outubro"                  |
| 2020–2024 | As Five                    | Ellen Rodrigues      | Temporadas 1–3                            |
| 2021–2022 | Nos Tempos do Imperador    | Zayla Ephan Maquemba |                                           |
| 2023–2024 | Fuzuê                      | Soraya Terremoto     |                                           |
| 2024      | Tô Nessa                   | Ina                  |                                           |
| 2025      | Falas Femininas            | Antônia              | Especial do Dia Internacional da Mulher   |
| 2025      | Encantado's                | Ynnah                | Episódio: "Assim Eu Não Brinco Mais"      |

### Cinema
| Ano  | Título                | Personagem |
| ---- | --------------------- | ---------- |
| 2013 | A Busca               | Malina     |
| 2017 | Meus 15 Anos: O Filme | Diana      |
| 2020 | Tudo Bem              | Dandara    |
| 2021 | Nosso Tudo Bem 1      | Dandara    |
| 2021 | Nosso Tudo Bem 2      | Dandara    |
| 2021 | L.O.C.A.              | Kika       |
| 2023 | Derrapada             | Alicia     |

## Prêmios e indicações
| Ano  | Prêmio                        | Categoria              | Trabalho                   | Resultado |
| ---- | ----------------------------- | ---------------------- | -------------------------- | --------- |
| 2017 | Prêmio Contigo!               | Melhor Atriz Revelação | Malhação: Viva a Diferença | Indicada  |
| 2017 | Melhores do Ano NaTelinha     | Ator/Atriz Revelação   | Malhação: Viva a Diferença | Indicada  |
| 2020 | Meus Prêmios Nick             | Artista de TV Feminina | Malhação: Viva a Diferença | Indicada  |
| 2021 | Prêmio Mundo Negro            | Melhor Atriz           | As Five                    | Indicada  |
| 2021 | Prêmio Potências!             | Atriz do Ano           | As Five                    | Indicada  |
| 2023 | Melhores do Ano - Duh Secco   | Atriz Coadjuvante      | Fuzuê                      | Indicada  |
| 2024 | Festival Sesc Melhores Filmes | Melhor Atriz Nacional  | Derrapada                  | Indicada  |